# Mũi Né

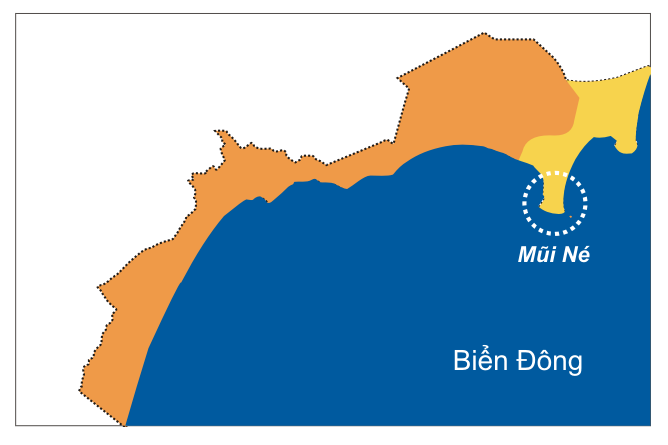
Półwysep Mũi Né

Mũi Né – okręg miasta Phan Thiết w południowo-wschodnim Wietnamie, nad Morzem Południowochińskim, w prowincji Bình Thuận, zwane turystyczną stolicą Wietnamu (Thủ đô resort của Việt Nam). Półwysep, na którym leży ten okręg, nosi tę samą nazwę. Czesto mylone jest z okręgiem  Hàm Tiến, gdzie rzeczywiście koncentruje się życie turystyczne Phan Thiết.

## Położenie i charakter
Okręg miasta Phan Thiết znajduje się 22 km od centralnych okręgów Phan Thiết, oficjalnie jest jednym z 11 okregów i 4 gmin tego miasta (. Centrum miasta łączą z tym okregiem drogi nr 706 i nowo wybudowana 706B. W wyniku rozwoju turystyki mała wioska rybacka stała się znanym ośrodkiem wypoczynkowym.
W ośrodku znajduje się kilka resortów, restauracji i kawiarni. Jest popularnym celem wycieczek rosyjskich turystów, chociaż całe życie turystyczne koncentruje się w okręgu Hàm Tiến, z którym sasiaduje.  Wiele hoteli, pensjonatów i restauracji należy do Rosjan. Sezon turystyczny trwa od grudnia do maja. Średnia temperatura to 27 °C, a klimat przez większą część roku jest gorący i suchy. Plaża Mũi Né jest popularną plażą o tropikalnym charakterze. Ze względu na silny wiatr jest popularnym celem dla osób uprawiających kitesurfing i windsurfing.

## Historia
Wioska miała przez wieki lokalny charakter rybacki. Należała do państwa Czampa. Pozostałości świątyń Czampa noszą nazwę Po Sah Inu i są ciekawą atrakcją turystyczną. Turystyczny rozwój miejscowości rozpoczął się w 1995 roku, gdy wąski pas całkowitego zaćmienia Słońca (24 października 1995 roku) przechodził dokładnie tędy.

## Toponimia
Są dwie teorie dotyczące pochodzenia nazwy wioski i półwyspu:
- oznacza ona „Przylądek schronienia” i związana jest z faktem, że rybacy, szukając schronienia przed szalejącymi tu tajfunami, przybijali do tutejszego portu w zatoce chronionej przez półwysep. Wzdłuż wybrzeża w pobliżu wioski przebiegała m.in. trasa tajfunu Haiyan w listopadzie 2013 roku;
- nazwa pochodzi od imienia księżniczki, najmłodszej, zmarłej w wieku 16 lat córki jednego z królów państwa Czamów.

## Galeria

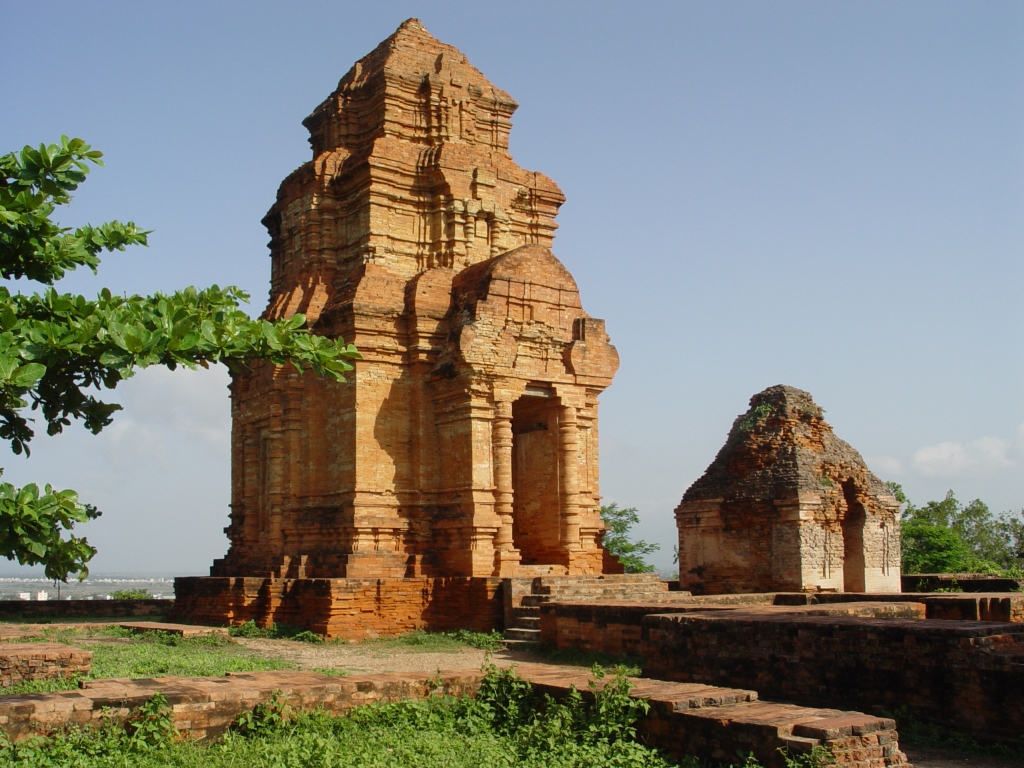
Wieża Czampy Mũi Né
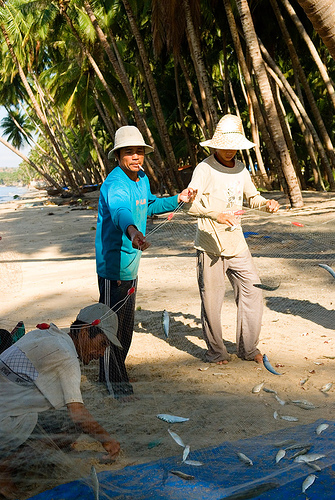
Rybacy
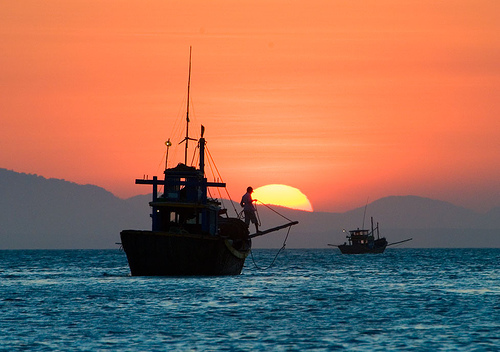
Połów o świcie w Mũi Né
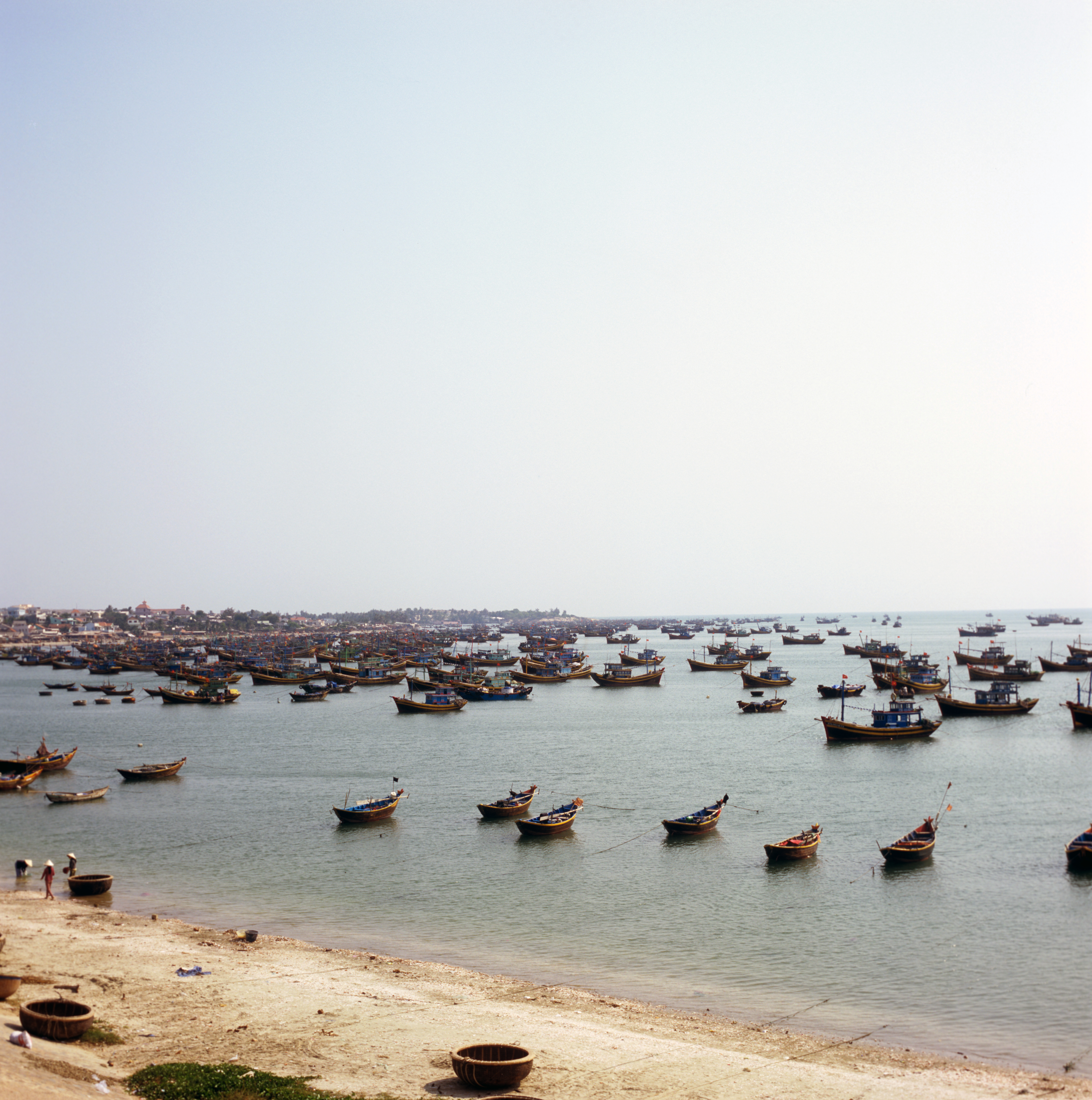
Port i statki rybackie w Mũi Né
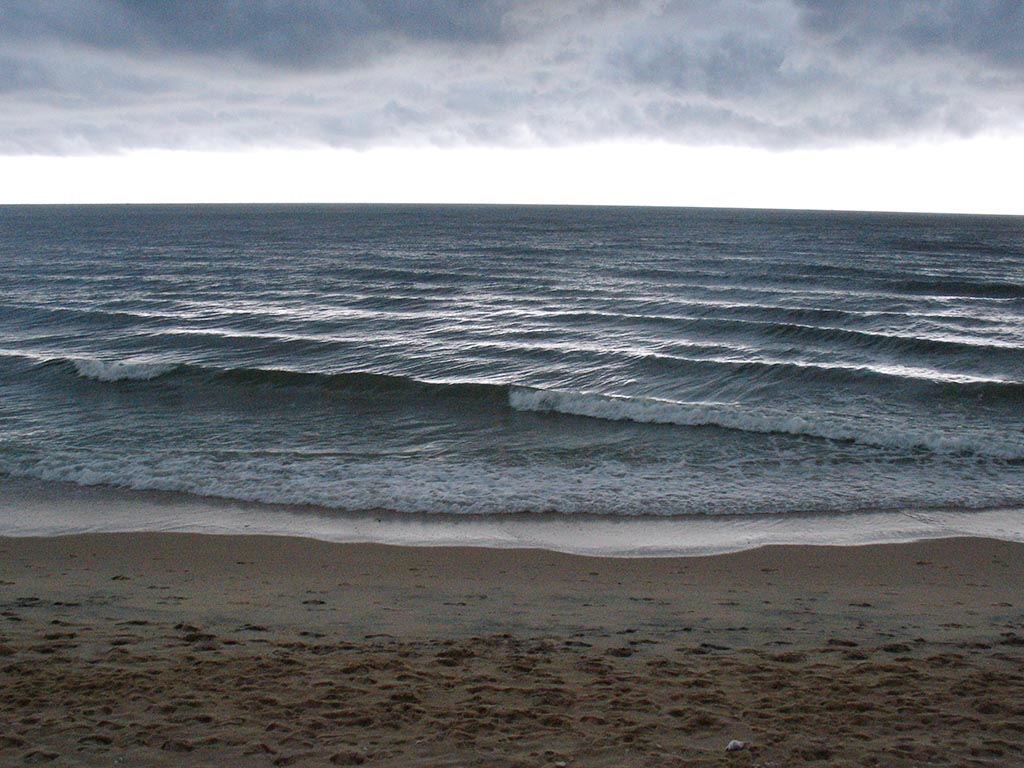
Przed burzą w Mũi Né
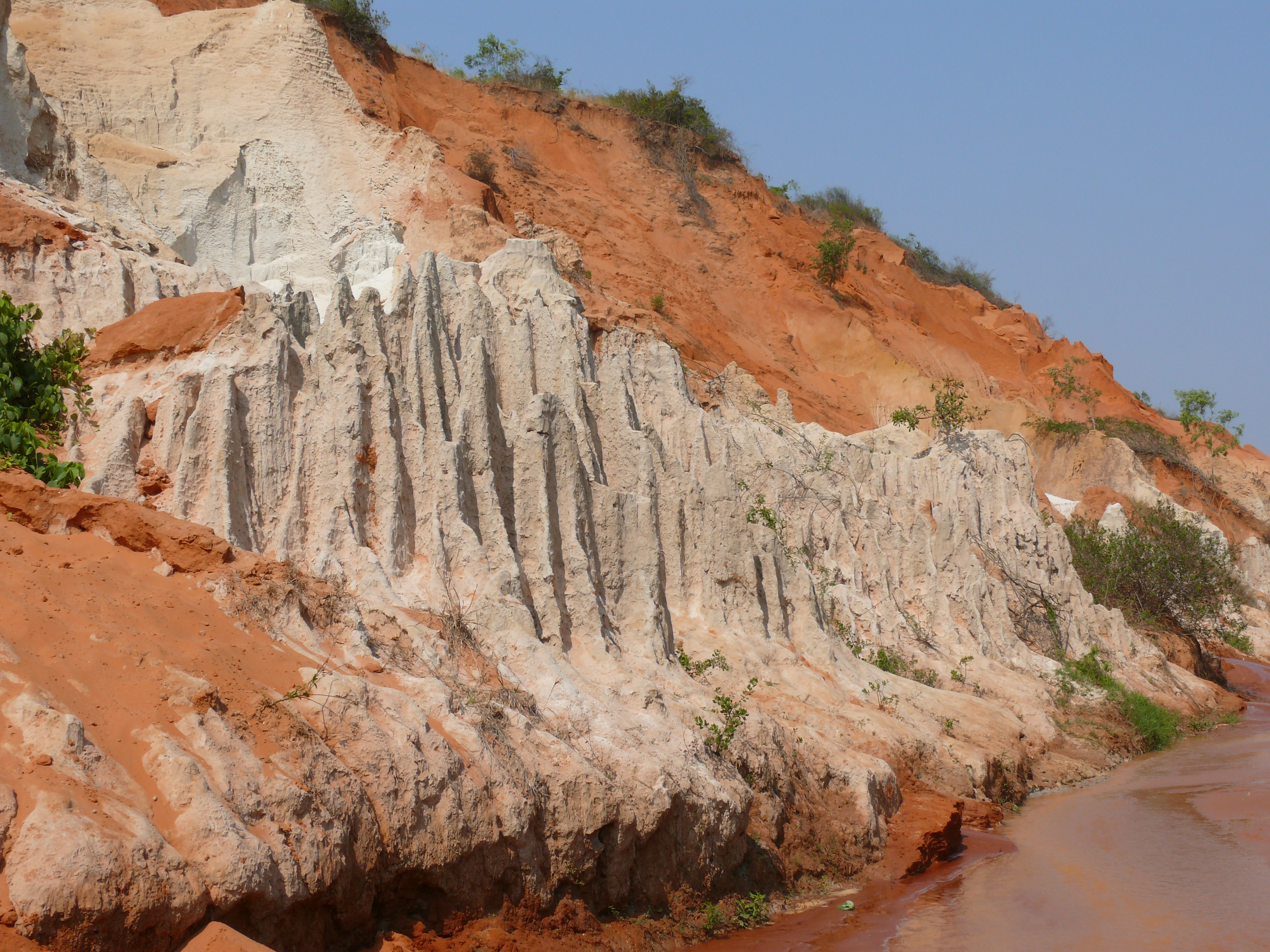
Klif w Hàm Tiến (Fairy Stream)
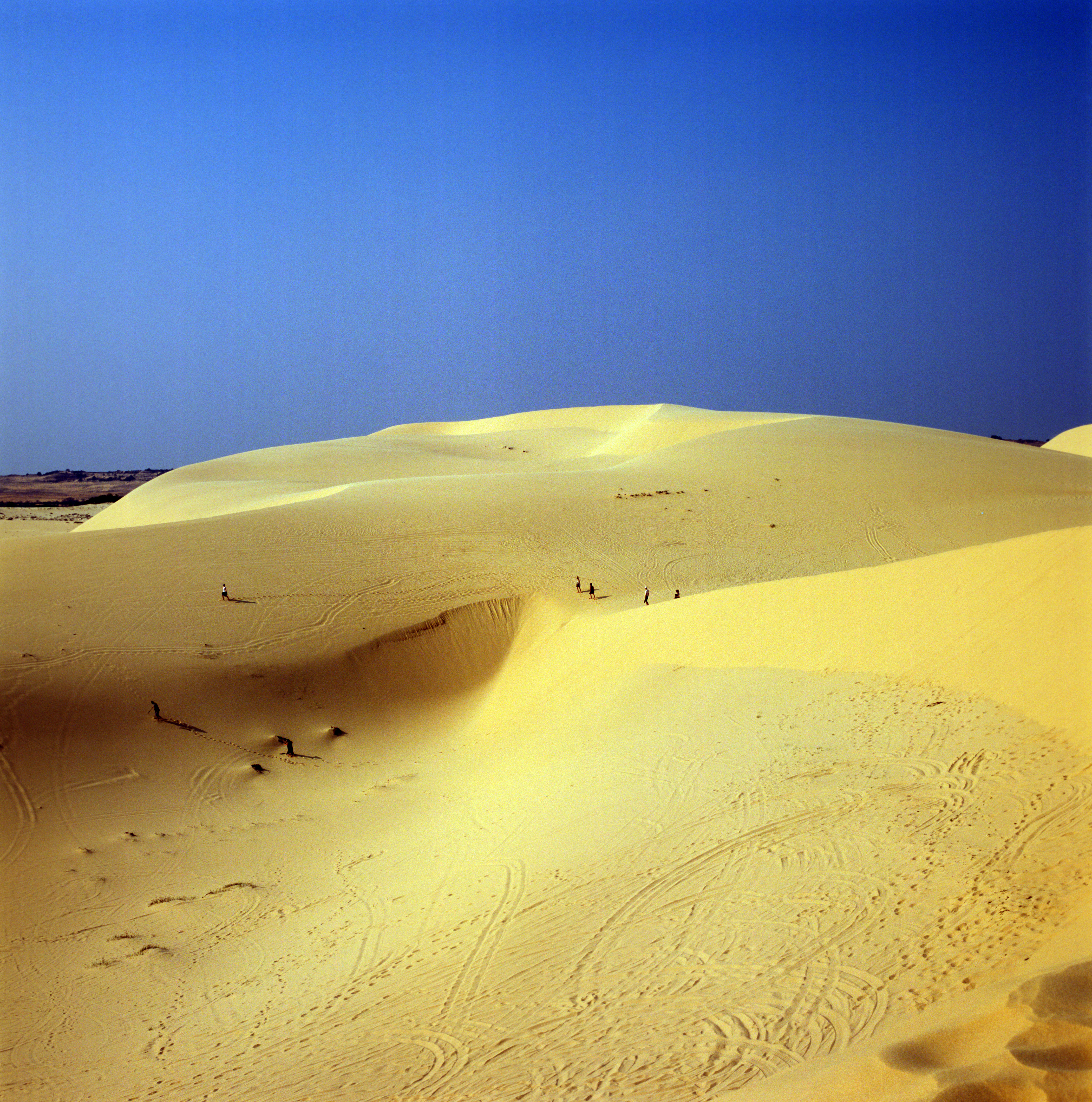
Wydmy na północ od Mũi Né
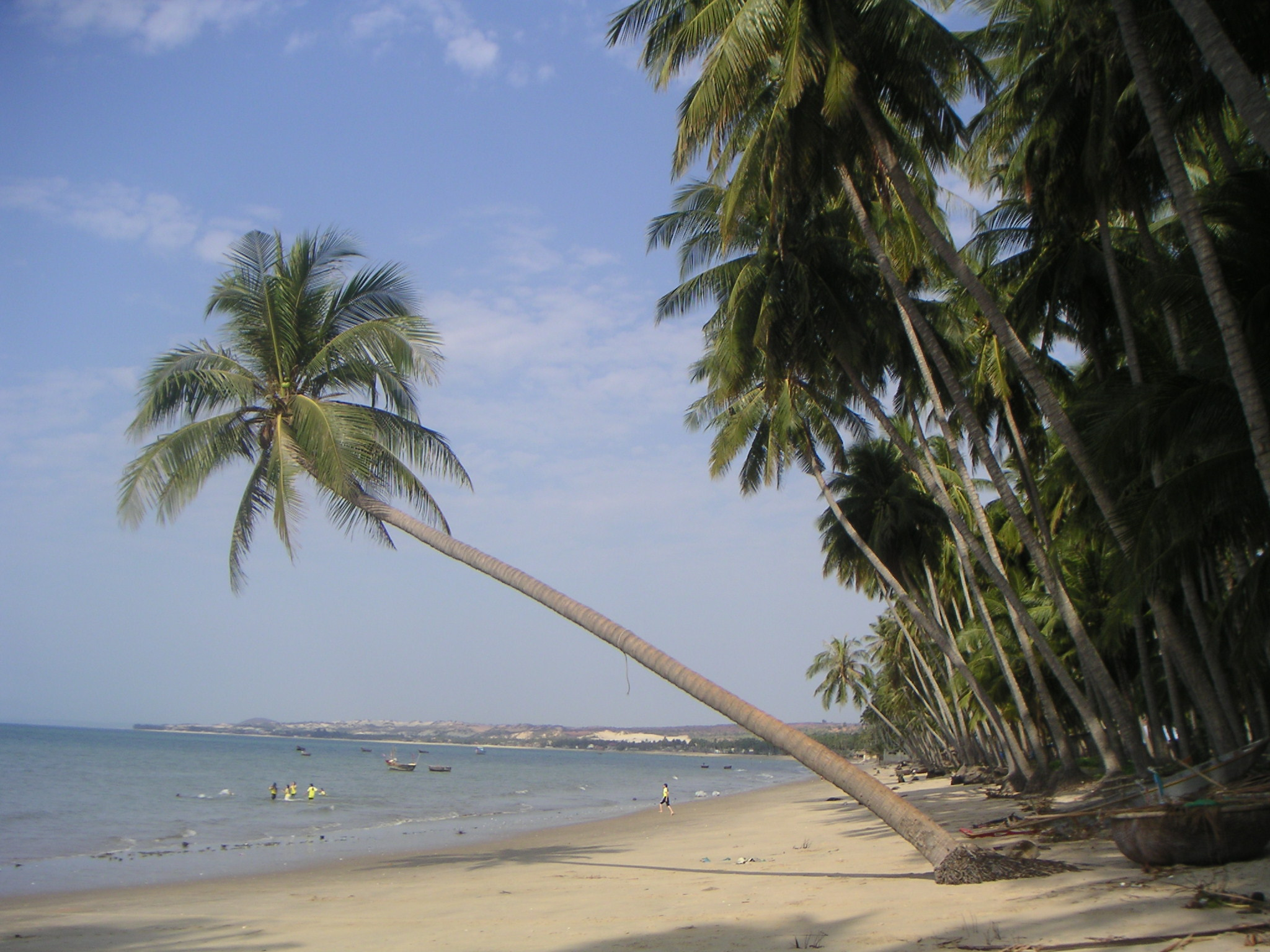
Plaża w Mũi Né
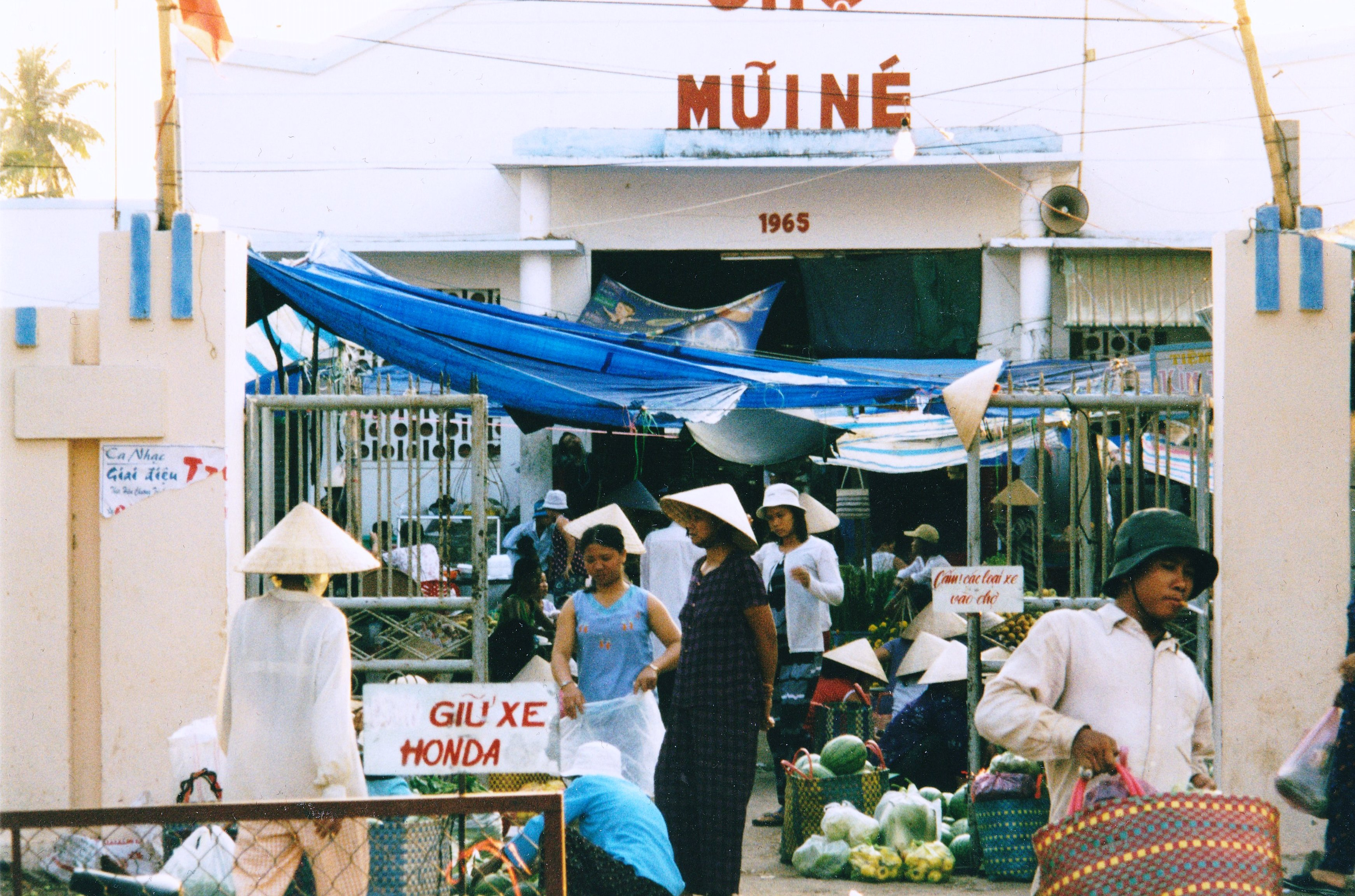
Targ w Mũi Né